# Церковь Благовещения Пресвятой Богородицы (Касимов)
Церковь Благовещения Пресвятой Богородицы — православный храм Касимовской епархии Русской православной церкви, расположенный в городе Касимове Рязанской области.

## История
Первое упоминание Благовещенской церкви было в писцовых книгах написанных в 1627 году.
Дата основания Благовещенского храма в городе Касимове неизвестна. Существующая Каменная Благовещенская церковь построена в 1740 г. С приделом Святого Апостола и Евангелиста Иоанна Богослова.
27 января 1775 г. В церкви был пожар, в результате которого были повреждены: Три яруса иконостаса, иконостасные иконы и царские врата, причиной огненного запаления в церкви, была искра отпавшей от лампадки, находившейся перед образом Спасителя. Указом Консистории все работы по восстановлению поврежденных мест произвести на собственные расходы.
В 1784 году в трапезной части Благовещенской церкви был создан второй придел в честь введения во храм Пресвятой Богородицы.
В 1792 г. Благовещенскую церковь было постановлено перенести на Хлебную площадь, но купец Максимович Карташев с прихожанами настояли об оставлении церкви на прежнем месте. Было собрано 140 подписей, и консистория, решила не трогать старый храм, а новое строительство прекратили. На Хлебной площади появилась каменная часовня в 1888 году.
В 1867 году в Благовещенской церкви приделы были перестроены заново. Также в храме хранилась чудотворная Казанская икона Божией Матери. Икона была написана иеродиаконом Касимовского Николаевского монастыря Алимпием Никифоровым 3 декабря 1727 года.
Храм после революции был закрыт в 1939 г. Здание сильно обветшало, и написанные старинные фрески были утрачены. Восстановили его в 1994 году.

## Современное состояние
В настоящее время Благовещенская церковь отреставрирована. В ней освящено пять престолов. Двери церкви открыты ежедневно с 8.00 до 18.00.
По проекту «Третий луч» дорогу ведущую от площади Соборной в сторону Оки планируют восстановить. Что поспособствовало благоустройству церкви.

## Духовенство
Настоятель храма — иерей Николай Пронин.